# ハナー・グラス

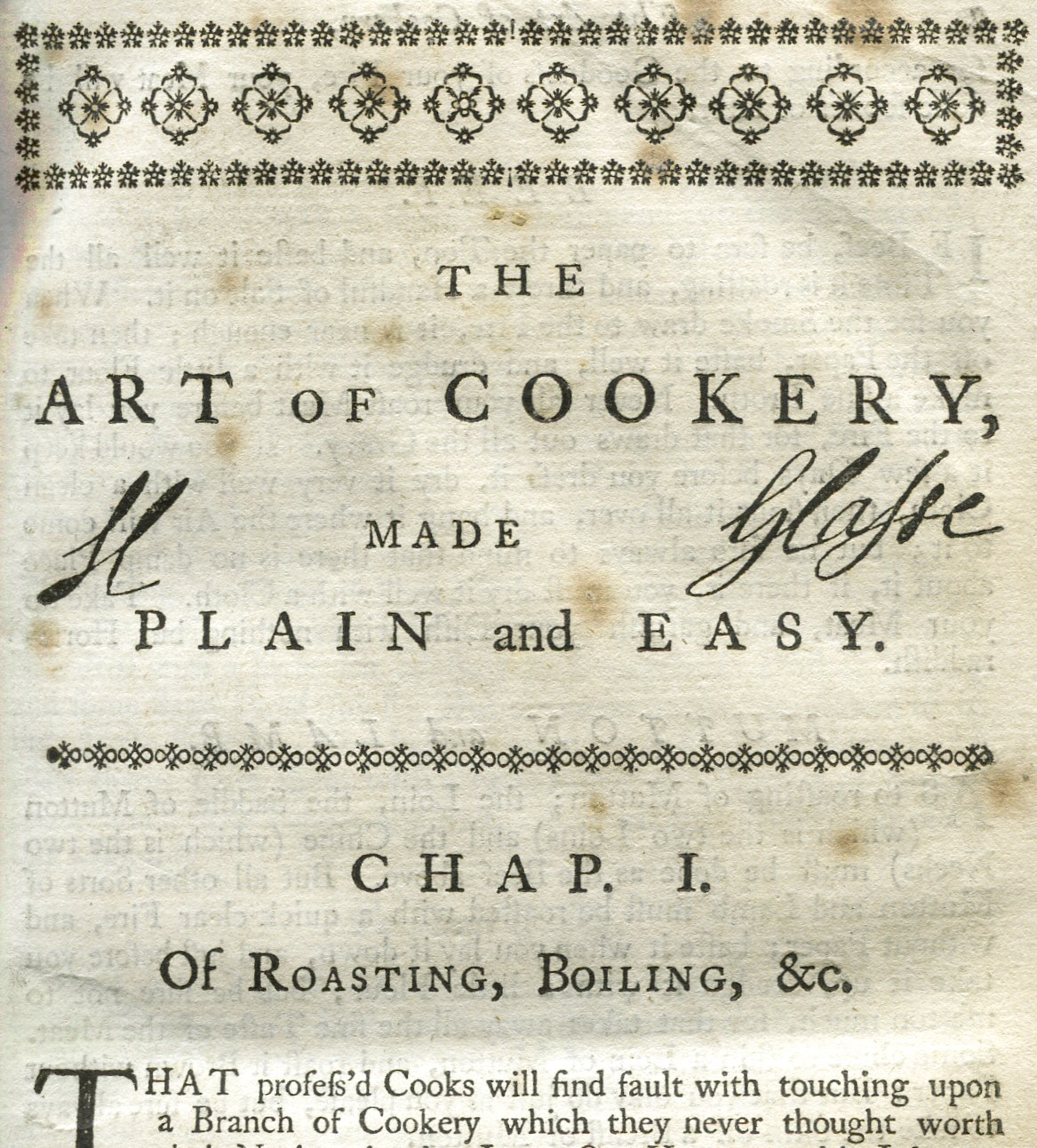
「The Art of Cookery made Plain and Easy 6版（1758）の序章のトップにあるハナー・グラスのサイン、これは盗作防止のためのものである

ハナー・グラス（英語：Hannah Glasse、旧姓：Allgood、1708年3月 - 1770年9月1日）は、18世紀のイギリスの料理作家である。1747年に初版が刷られたベストセラーの料理本である「The Art of Cookery made Plain and Easy」の著者として知られる。この本は初年から重版され、18世紀の時点で20版刷られ、1843年まで出版されていた。
18世紀の料理本の中で最も人気のある作家であるという証明は、1938年に歴史家 Madeline Hope Dodds によってなされた。

## 生涯
1708年3月28日に、ロンドンのホルボーンにあるセント・アンドリューズ教会で洗礼を受けた。彼女の母はハンナ・レイノルズ、未亡人であったといわれている。父は、ノーサンバーランド州のBrandon と Simonburn に土地を持つ地主の Isaac Allgood である。彼は、その頃ロンドンのブドウ酒商の娘Hannah Clark と結婚していた。彼女は一度手紙の中で母親を「wicked wretch!」と言及している。
幼少期には、父の末の妹 Margaret Widdrington と親交を持っていた。彼女との手紙のやり取りは貴重な資料となっている。
1724年8月5日、ロンドンのレートンでアイルランド人兵士の John Glasse と結婚した。Glasseの手紙は、1728年から1732年まで、エセックス州ブルームフィールドにある4代目ドニゴール侯爵の家で職を得ていたと明示している。その後、彼らはロンドンに住んでいたようだ。
1747年、ベストセラーとなる料理本を出版したが、同年 John が死去した。
最初の方の版では 、著者が「By a Lady（婦人によって（書かれた））」と著者が不明のものであった。これによって、これは、植物学者ジョン・ヒルによって書かれたという誤った主張を許してしまった。またその年、長女のMargaretと提携し、'habitmaker' もしくは ドレス製造者の地位を確立した。
しかし1754年にグラスは破産し、1754年10月29日に「The Art of Cookery」の著作権をオークションにかけざるを得なかった。1754年12月17日、ロンドン・ガゼットはグラスが1755年1月11日に倒産することを明らかにした。
その後、借金を異母弟のランスロットと共に返済したが、再び財政難に陥り、1757年6月22日に債務者として投獄された。釈放日は不明だが、1757年12月2日には自由の身となっていて、同日に家事について書いた The Servants Directory という新しい本の報酬手続き登録を行っている。この本は、北米で海賊版が人気を博したものの「The Art of Cookery」程の人気は出ず、ビジネス上はあまり成功したとは言えなかった。
1770年9月1日に死亡したとロンドン・ガゼットに報じられた。62歳であった。

## 家族
夫と10人の子供、そのうち生き残ったのは5人。（3人の男児と6人の女児、そのうち4人が幼児期に死去という情報や、11人産んだという情報もあり）
異母弟の Lancelot Allgood（1711-1782）は、州長官を務め、後にノーサンバーランド代表議会議員となり、1760年にナイトに叙された。

## 著書
- The Art of Cookery made Plain and Easy：代表作、少なくとも40版刷られ、その多くは海賊版である。1748年からダブリンで、1805年からアメリカで出版された。1751年の版で「ゼリー」と「トライフル」、1758年の版で「ハンバーガー ソーセージ」、1774年の版で「インド式カレー」のレシピがイギリスで初めて掲載された。フランス料理の影響を批判しているものの、フランスに影響を受けた料理や、ココアなどの輸入食材なども扱っている。アメリカの13植民地でも大人気で、ジョージ・ワシントン等が所有した本がアメリカ独立戦争を生き延びた。
- The Servants Directory (London 1757)
- The Compleat Confectioner; or, Housekeepers Guide by Hannah Glasse, originally published in 1760.

## 主題とする作品
- 2006年、「Hannah Glasse: The First Domestic Goddess」というグラスを主題としたBBCのドラマドキュメンタリーとなった[13][14]。
- 2018年3月28日 ハナー グラス生誕 310 周年を記念して、GoogleのDoodleが公開された[15]。